# Autoroute A 1
Die Autoroute A 1 (französisch für ‚Autobahn A 1‘), auch Autoroute du Nord (frz. für ‚Nord-Autobahn‘) bezeichnet, ist die meistgenutzte französische Autobahn. Auf einer Gesamtlänge von 211 Kilometern verbindet sie die Hauptstadt Paris mit Lille. Teilweise ist die Autobahn auch Teil von Europastraßen: Zwischen der Ausfahrt 1 und der Verbindung zur A 2 ist sie ein Teil der E 19, zwischen den Autobahnkreuzen mit der A 3 und der A 26 ein Teil der E 15 und zwischen dem Kreuz mit der A 6 und Lille ein Teil der E 17.

## Geschichte
Als Erstes wurde das Teilstück von Lille (Ausfahrt 21) bis Carvin (Ausfahrt 18) im Jahre 1954 eröffnet. Gleich vier Jahre später folgte die Eröffnung von dort bis nach Fresnes-lès-Montauban (Ausfahrt 16). Erst im Jahre 1964 wurde an einer anderen Stelle weitergearbeitet: Von Senlis (Ausfahrt 8) bis Le Bourget (Ausfahrt 5). Nur ein Jahr später (1965) wurden gleich zwei Teilstücke eröffnet: Das erste ist das von Saint-Denis (Ausfahrt 2) bis nach Paris hinein, und das zweite ist das von Senlis weiter nach Roye (Ausfahrt 12). Ein weiteres Jahr später (1966) wurden wieder zwei Teilstücke eröffnet. Das eine ist das von Saint-Denis zu Le Bourget und das zweite das von Roye nach Bapaume (Ausfahrt 14). Das letzte Teilstück wurde im Jahr 1967 eröffnet: von Bapaume bis Fresnes-lès-Montauban.

## Maut auf der A 1
Die Autobahn wird im Bereich zwischen Péage de Chamant (Ausfahrt 8) und Péage de Fresnes-les-Montauban (Ausfahrt 16) von der Autobahnbetreibergesellschaft SANEF als Mautautobahn betrieben.

## Verkehrswegebündelung
Auf einer Länge von 135 km verläuft die A 1 in Verkehrswegebündelung mit der Eisenbahn-Schnellfahrstrecke LGV Nord.